# Warhammer Online: Age of Reckoning
Pour les articles homonymes, voir War.
Warhammer Online: Age of Reckoning, abrégé WAR, est un jeu vidéo de type MMORPG (Jeu de rôle en ligne massivement multijoueur) développé par la société Mythic Entertainment et inspiré de l'univers fantastique de Warhammer de Games Workshop sorti en 2008 au terme d'une dizaine d'années de développement.
Warhammer Online a pour ambition de s’orienter majoritairement vers un jeu du type Royaume contre Royaume (RvR), principe cher à Mythic Entertainment ayant déjà fait de nombreux fans grâce à Dark Age of Camelot.
GOA (filiale de France Télécom) en était l'exploitant exclusif en Europe jusqu'au 7 juillet 2010, date à laquelle Mythic Entertainment a repris l'exploitation du jeu.
En septembre 2013, Electronic Arts a annoncé la fermeture des derniers serveurs au 18 décembre 2013. La fermeture des serveurs eut lieu comme prévu.

## Armées et Carrières
Dans Warhammer, deux factions s'affrontent : l'Ordre et la Destruction, chacune ayant pour objectif de conquérir les territoires de l'autre. Chaque faction est constituée de trois armées :
- L'Ordre est constitué des Nains, de l'Empire et des Hauts Elfes.
- La Destruction est constituée des Peaux-vertes, du Chaos et des Elfes Noirs.

Le joueur doit choisir une armée, puis choisir une carrière parmi les quatre disponibles dans l'armée qu'il a choisie.
| Armées       | Options de carrière            | Options de carrière        | Options de carrière  | Options de carrière |
| Archétypes   | Tank                           | Attaquant au corps à corps | Attaquant à distance | Soigneurs           |
| ------------ | ------------------------------ | -------------------------- | -------------------- | ------------------- |
| Nains        | Brise-Fer                      | Tueur                      | Ingénieur            | Prêtre des Runes    |
| Hauts Elfes  | Maître des Épées               | Lion Blanc de Chrace       | Guerrier Fantôme     | Archimage           |
| L'Empire     | Chevalier du Soleil Flamboyant | Répurgateur                | Sorcier Flamboyant   | Prêtre-Guerrier     |
| Chaos        | Élu                            | Maraudeur                  | Magus                | Cultiste            |
| Elfes Noirs  | Garde Noir                     | Furie                      | Sorcier              | Disciple de Khaine  |
| Peaux-vertes | Orque Noir                     | Koup'tou                   | Chasseur de Squigs   | Chamane             |

Il y a deux capitales, Altdorf capitale de l'Empire pour l'Ordre et La Cité Inexorable capitale du Chaos pour la Destruction.

## Contenu du jeu

### Royaume contre Royaume
Warhammer Online est un jeu principalement Royaume contre royaume (RvR, de l'anglais Realm versus Realm). Le jeu se déroule sur trois fronts :
- Nains contre Peaux-Vertes
- Empire contre Chaos
- Hauts-Elfes contre Elfes noirs

Pour chaque front, les joueurs des deux factions s'affrontent pour la domination de la zone. Pour cela, les joueurs accumulent des points de victoire, obtenus par divers moyens :
- affrontements entre joueurs de factions opposées
- prises de forts et d'objectifs de guerre sur les champs de bataille
- scénarios instanciés
- quêtes de toutes sortes

### Paliers
Pour équilibrer le jeu entre les joueurs de différents niveaux, les royaumes sont décomposés en quatre paliers correspondant aux différents niveaux du joueur. Chaque palier est divisé en chapitres. Chaque chapitre correspond à une place forte à capturer par les factions, ainsi qu'à une jauge d'influence à compléter en général par 2 ou 3 quêtes publiques.
- le palier 1 correspond aux niveaux 1 à 11
- le palier 2 aux niveaux 12 à 21
- le palier 3 aux niveaux 22 à 31
- le palier 4 aux niveaux 32 à 40

Depuis une mise à jour récente (la version 1.4 publiée en novembre 2010) le système de paliers a été refait, en fixant de nouvelles limites de niveaux selon l'utilisation ou non des scénarios du jeu.
Dans le cas des scénarios, les niveaux sont désormais répartis comme suit : 
- le palier 1 correspond aux niveaux 1 à 15
- le palier 2 aux niveaux 16 à 26
- le palier 3 aux niveaux 27 à 39
- le palier 4 au niveau 40 uniquement

Concernant le combat direct dans les paliers, les niveaux sont eux aussi modifiés : 
- le palier 1 correspond aux niveaux 1 à 15
- le palier 2 aux niveaux 12 à 26
- le palier 3 aux niveaux 22 à 39
- le palier 4 aux niveaux 32 à 40

Sachant que dans l'enceinte de zones prédéfinies baptisées zones RvR ouvertes, le niveau des joueurs est automatiquement ajusté jusqu'à atteindre le niveau maximal de la zone par souci d'équilibrage.
Parmi ceux-ci, de nombreuses zones sont issues de la trame de fond de Warhammer (le jeu de figurines et le jeu de rôle), comme les garnisons des soldats de l'Empire, les portails du chaos, les arches noires...

### Quêtes
Les joueurs auront la possibilité d'effectuer des quêtes pour leur faction. Il en existe plusieurs types :
- Les quêtes publiques : Ce sont des quêtes destinées à plusieurs joueurs d'une même zone. Lorsque le joueur entre dans la zone de quête, il est informé du/des objectifs à accomplir. La coopération est établie selon le rôle de chacun des participants : dégâts encaissés, soins apportés, dommage distribué. Il n'est pas forcément nécessaire d'être en groupe ou en alliance pour pouvoir participer à ce genre d'évènement. La participation est récompensée à la proportionnelle (via un score de participation), par un accès privilégié au trésor en fin de quête ainsi que par une valeur de point d’influence (représentée dans une barre de progression) distribué le long de toutes les étapes de la quête publique. Pour éviter tout désavantage injuste un score de dés est tiré en plus. Celui-ci est additionné à votre score de participation et donne votre score total.
Exemple : les forces du chaos doivent préserver un groupe de Sorcier du Chaos en train de canaliser un rituel. Ceux-ci se font assiéger par des artilleurs de l'Empire. La première phase consiste à tuer assez d'artilleurs afin de canaliser leurs âmes dans les tombes environnantes du lieu de culte. La seconde partie consiste à laisser échapper les âmes des tombes afin qu'elles puissent être utilisées lors du rituel. La troisième et dernière phase consiste à affronter le démon issu du rituel. Il peut y avoir beaucoup ou peu de participants pour ce type de quête.
- Les quêtes compétitives : Ces quêtes sont semblables aux quêtes publiques mais font s'affronter deux factions opposées ayant des objectifs différents.
- Les quêtes arborescentes : Ce sont des quêtes dont le joueur peut décider l'issue et la récompense associée.
- Les quêtes d'exploration : Ce sont des quêtes cachées que le joueur doit trouver.

### Artisanat
Il existe deux types d'artisanats :
- artisanat de récolte
  - Équarrisseur : consiste à récupérer sur les animaux des éléments lors des différents affrontements accomplis. (Fournit des ingrédients aux apothicaires)
  - Culture : consiste à faire pousser différentes plantes à partir de graines ou de spores. (Fournit également aux apothicaires des ingrédients)
  - Pillage : consiste à récupérer sur les humanoïdes des éléments utilisables par les métiers de production. (Fournissent des composants nécessaires à la fabrication de talismans)
  - Récupération magique : consiste à récupérer des matériaux sur les équipements que l'on récupère (et les détruisant du même fait). (Fournisseurs d'ingrédients complémentaires à la fabrication de talismans)
- artisanat de production
  - Apothicaire : consiste à créer des potions diverses et variées.
  - Fabricant de talismans : consiste à créer des talismans à poser dans les armures pour avoir des bonus supplémentaires.

### Tome de la connaissance
Le tome de la connaissance est une encyclopédie vivante se complétant avec la progression du personnage.
Elle comporte de nombreuses entrées : 
- le descriptif des régions avec des références à la trame de fond de Warhammer, le jeu de figurines et le jeu de rôle ;
- Une description des différents personnages rencontrés tout au long de l'avancement de sa carrière ;
- l'évolution du personnage avec les différents titres qui lui seront accordés ;
- un bestiaire très détaillé avec des évènements particuliers lors des rencontres ;
- une gestion des quêtes élaborée et leur accomplissement.
- etc.

Elle comporte également l'avancement de la domination du royaume du joueur, en faisant référence aux nombreux articles du Background de Warhammer.

## Développement
Le développement de Warhammer Online: Age of Reckoning a été particulièrement long et fastidieux. Annoncé en 2000 par le studio Climax Entertainment, chargé de son développement, le jeu est finalement annulé en 2004, alors que le travail était déjà bien avancé. Son développeur explique que les coûts de développement étaient devenus trop élevés.
En mai 2005, le studio Mythic Entertainment déclare avoir acquis les droits exclusifs de la licence Warhammer et le développement de Warhammer Online est relancé.
Le titre est officiellement dévoilé en mars 2006 par Mythic sous le nom de Warhammer Online: Age of Reckoning. Mark Jacobs, président de Mythic Entertainment, annonce une date de sortie pour mars 2007 sur PC.
Néanmoins, le titre ne cesse d'être repoussé: au cours de l'E3 2006, Mythic prévoit une sortie de WAR sur PC à l'automne 2007. Puis, dans un communiqué, Mark Jacobs déclare que le jeu ne verra pas le jour avant le premier semestre 2008. En mars 2008, le projet est une nouvelle fois repoussée, mais la date de sortie est définitivement fixée à l'automne 2008.

## Accueil
- Le 26 septembre 2008, Mythic dévoile les premiers chiffres de fréquentation de Warhammer Online. Selon le développeur, près de 500 000 personnes se sont inscrites au cours de la première semaine de commercialisation du jeu.
- Le 11 mars 2009, Mythic et GOA annoncent la fermeture de 63 serveurs
- Le 2 septembre 2009, GOA annonce la fermeture des serveurs Italiens et Espagnols au 1er novembre 2009
- Le 28 juin 2010, Mythic annonce la reprise de l'exploitation du jeu en son nom au 7 juillet 2010